# نظام الدين أريج
نظام الدين أريج (بالتركية: Nizamettin Ariç)‏ Nîzamettîn Arîç هو مغن ومخرج وممثل وموسيقار كردي من كردستان تركيا. ملقب بفقه طيرا Feqiyê Teyran تيمناً بالشاعر الكردي الكبير. 
نظام الدين أريج عضو في أوكسترا الأميركية الوطنية التتي تتألف من 500 شخص، أعتمد كثيراً على أغاني الفلكلور وأبدع في تحديثها وحتى الإضافة عليها أيضاً ولكنه غنى للشاعر جكر خوين الكثير من الأغاني. 
لا ينسى له الملحمة الآخاذة التي أبدع فيها (Zînê) حيث أظهر الجانب التراجيدي الدرامي لقصة كل كردي من خلال أغنيته التي تتحدث عن مأساة إنسانية تتعرض فيها طفلة لنيران غادرة حيث يظهر المحاورة الإنسانية بين الطفلة وأمها وهي تحتضر. انتقل من تركيا إلى سوريا بعد إطلاق سراحه وعاش في مدينتي عفرين وقامشلو «تحديداً في شارع الخليج». 

## حياته
هاجرت عائلة نظام الدين أريج من آكري إلى أنقرة في عام 1955. أستضافته أذاعة TRT في عام 1976.
و في حفل موسيقي حضره وزراء أتراك ليغني نظام الدين أريج فيه باللغة التركية، لكنه فاجئهم يغني أغنية كردية فلكلورية (أحمدو روني) فما كان من الوزراء الأتراك ومن حضر من الأتراك الحفل أن يثيروا ضجة لكي لا يصلهم صوته وهو يغني بالكردية.... فلوحق وسجن بعد ذلك بعدما كان محبوبا وله جماهير كبيرة بين الأتراك حينما كان يغني لهم باللغة التركية.

## أعماله الفنية
أصدر نظام الدين أريج عدة ألبومات منها :
- جودي (Cûdî)
- فلكلوريات كردية (Kurdish Ballads)
- حلبجه(Wêneyên xewnê-Helepçe)
- جيايمين (Çiyayên me)
- داي (Dayê)
- زيني(Zînê)
- بيرفان(Bêrîvan)
- ديلان (Dîlan)
- ديار بكر(Diyarbekir).

وله أيضا فلمين هما:
- Klamek ji bo Beko
- Bir günün hikayesi-Çîroka rojekî

## روابط خارجية
- نظام الدين أريج على موقع IMDb (الإنجليزية)
- نظام الدين أريج على موقع ألو سيني (الفرنسية)
- نظام الدين أريج على موقع أول موفي (الإنجليزية)
- نظام الدين أريج على موقع قاعدة بيانات الأفلام السويدية (السويدية)
- نظام الدين أريج على موقع كينوبويسك (الروسية)